# Cyrtopodion kirmanense
Cyrtopodion kirmanense е вид влечуго от семейство Геконови (Gekkonidae). Видът не е застрашен от изчезване.

## Разпространение и местообитание
Разпространен е в Иран.
Обитава планини, възвишения, склонове, поляни и плата.

## Описание
Популацията на вида е стабилна.